# Physostegania odrussa
Physostegania odrussa är en fjärilsart som beskrevs av Druce 1892. Physostegania odrussa ingår i släktet Physostegania och familjen mätare. Inga underarter finns listade i Catalogue of Life.